# Aaron Murray
Aaron Murray (Tampa, 10 novembre 1990) è un ex giocatore di football americano statunitense che ha giocato nel ruolo di quarterback. Scelto nel corso del quinto giro (163º assoluto) del Draft NFL 2014, in precedenza aveva giocato a football per i Bulldogs dell'Università della Georgia.

## Carriera universitaria
Dopo aver giocato a football per la Plant High School della sua città natale, Tampa, ai tempi della quale fu convocato per giocare nell'U.S. Army All-American Bowl nel quale fece parte dell'East Team assieme a Tajh Boyd, futuro quarterback dei Clemson Tigers e dei New York Jets, Murray, considerato sia da Rivals.com che Scout.com (i principali siti specializzati in reclutamento di talenti sportivi a livello universitario) come il 3º miglior quarterback della nazione nella sua classe di reclutamento, ricevette ben 53 borse di studio da altrettante differenti università degli Stati Uniti, optando infine nell'aprile del 2008 per l'Università della Georgia.
Dopo esser stato redshirt (poteva allenarsi con la squadra ma non disputare incontri ufficiali) nel 2009, la stagione seguente, con il trasferimento di Zach Mettenberger ad LSU, fu investito dei gradi di quarterback titolare dei Bulldogs. Egli fu titolare in tutti e 13 gli incontri, completando 209 passaggi su 342 per 3.049 yard (nuovo record ateneo per un freshman dei Bulldogs oltre che seconda migliore prestazione di tutti i tempi per un freshman della Southeastern Conference), 24 touchdown ed 8 intercetti. Egli inoltre corse 87 volte per un totale di 167 yard e 4 touchdown, raggiungendo così le 3.216 yard complessive, ancora una volta, relativamente ad un freshman, record ateneo di Georgia e secondo miglior risultato di tutti i tempi della SEC. A fine stagione fu inoltre inserito in diversi Freshman All-America team tra cui quello di Sporting News.
Nel 2011 fu ancora una volta titolare in tutti gli incontri stagionali (14), completando 223 passaggi su 403 per 3.149 yard e stabilendo ancora un altro record ateneo, quello relativo ai passaggi da touchdown in una singola stagione: 35. Egli inoltre corse ancora una volta in 87 frangenti per un totale di 111 yard e 2 touchdown, stabilendo così anche il record ateneo per responsabilità relativa ai touchdown segnati dalla squadra (37), risultando inoltre il secondo quarterback della SEC per passaggi (224,9 yard in media a partita) ed in total offense (232,9 yard in media a partita) oltre che il quinto in efficienza su passaggio (146,4 di passer rating). A fine stagione fu inserito nel First-team All-SEC da ESPN.com. La stagione seguente apparve ancora una volta in tutti e 14 gli incontri stagionali, durante i quali totalizzò si confermò uno dei migliori quarterback nella storia dei Bulldogs, stabilendo altri 5 record atenei: quello relativo alle yard passate in una singola stagione (3.893), quello relativo alle yard complessive messe a referto in una singola stagione (3.825), quello relativo ai touchdown passati (36), quello relativo alla responsabilità relativa ai touchdown segnati dalla squadra (39) e quello relativo al passer rating (174,82 che fu anche il secondo miglior risultato stagionale a livello nazionale). Inoltre nella stessa stagione, guidando Georgia alla vittoria per 42-10 contro Georgia Tech, divenne il primo quarterback nella storia della SEC a passare più di 3.000 yard in tre stagioni consecutive.
Nel 2013 saltò invece gli ultimi due incontri della stagione a causa di un serio infortunio di gioco rimediato nel match contro Kentucky, contro cui subì una lesione del legamento crociato anteriore che di fatto pose anche termine alla sua carriera collegiale. L'infortunio comunque non gli impedì di stabilire altri record della SEC come quello per il maggior numero di completi (921), maggior numero di yard passate (13.166), touchdown passati (121) e yard complessive (13.562). Egli inoltre divenne il primo quarterback nella storia della SEC a passare più di 3.000 yard in quattro stagioni consecutive.

### Statistiche
| Georgia Bulldogs |          |          |          |          |          |          |          |          |      |       |       |       |       |        |
| Stagione         | Passaggi | Passaggi | Passaggi | Passaggi | Passaggi | Passaggi | Passaggi | Passaggi |      | Corse | Corse | Corse | Corse | Totale |
| Stagione         | Comp     | Ten      | Yard     | %        | TD       | Int      | Rating   | Ten      | Yard | Media | Max   | TD    | Yard  |        |
| 2010             | 209      | 342      | 3.049    | 61,1%    | 24       | 8        | 154,5    | 87       | 167  | 1,9   | 35    | 4     | 3.216 |        |
| 2011             | 238      | 403      | 3.149    | 59,1%    | 35       | 14       | 146,4    | 87       | 103  | 1,2   | 23    | 2     | 3.252 |        |
| 2012             | 249      | 386      | 3.893    | 64,5%    | 36       | 10       | 174,8    | 59       | -68  | -1,2  | 18    | 3     | 3.825 |        |
| 2013             | 225      | 347      | 3.075    | 64,8%    | 26       | 9        | 158,8    | 53       | 186  | 3,5   | 57    | 7     | 3.261 |        |
| Totale           | 921      | 1.478    | 13.166   | 62,3%    | 121      | 41       | 159,6    | 286      |      | 388   | 0,73  | 57    | 16    | 13.554 |

Fonte: ESPN.com

### Vittorie e premi

#### Università
- Capital One Bowl: 1

Georgia Bulldogs: 2013

#### Individuale
- Freshman All-American: 1

2010
- First-team All-SEC: 1

2011
- Third-team All-SEC: 1

2012
- Second-team All-SEC: 1

2013
- All-SEC Freshman Team: 1

2010
- Capital One Bowl MVP: 1

2013

## Carriera professionistica

### Kansas City Chiefs
Durante il corso del 2013 Murray fu inserito tra i migliori prospetti eleggibili nel Draft NFL 2014, venendo pronosticato per una chiamata al primo giro, tuttavia prestazioni non all'altezza e l'infortunio subito, che pose interrogativi sulla sua integrità fisica, fecero scendere rapidamente le sue quotazioni, tanto che alla fine fu scelto solo al quinto giro come 163º assoluto dai Kansas City Chiefs.